# As Bruxas de Westfield
As Bruxas de Westfield, é o primeiro livro da trilogia As Bruxas de Westfield, escrita pela jovem autora brasileira, Gabriela Diehl. Ela conta a história de Westfield, uma cidade pacata que de repente, várias séries de mortes sem explicações começam a ocorrer, e um grupo de adolescentes resolve enfrentar esse mistério, utlizando magia.

## Continuação
O próximo livro da trilogia, será seguido por "As Bruxas de Westfield e o Reino Desconhecido".